# Ammotrechella pseustes
Ammotrechella pseustes är en spindeldjursart som först beskrevs av Chamberlin 1925.  Ammotrechella pseustes ingår i släktet Ammotrechella och familjen Ammotrechidae. Inga underarter finns listade i Catalogue of Life.